# Abdirahman Mohamed Abdullahi
Abdirahman Mohamed Abdullahi (en somali : Cabdiraxmaan Maxamed Cabdillaahi « Cirro », en arabe : عبدالرحمن محمد عبدالله) dit « Irro », né le 24 avril 1956 à Hargeisa, est un homme d'État somalilandais et président de la république du Somaliland, un État autoproclamé non reconnu par rapport à la Somalie, depuis le 12 décembre 2024.

## Biographie
Né à Hargeisa, il fait ses études en Somalie, puis fréquente une université aux États-Unis où il obtient un master en administration des affaires.
Abdirahman Mohamed Abdullahi a travaillé à l'Agence de développement des colonies (Dan-wadaagaha) dans différentes régions de Somalie. À partir de 1981, il a occupé un poste au sein du service extérieur de la République démocratique somalienne. Abdirahman Mohamed Abdullahi a aidé les nombreux expatriés somaliens qui avaient quitté la Somalie après le déclenchement de la guerre civile. Il a ensuite déménagé en Finlande en 1996 pour rejoindre sa famille, qui s'était installée là-bas quelques années auparavant, et a ensuite reçu la nationalité finlandaise.
Abdirahman Mohamed Abdullahi a été, sous le régime militaire de Mohamed Siad Barre, ambassadeur de la Somalie en URSS, puis en Finlande et ensuite, après la chute du régime socialiste, président de la Chambre des représentants du Somaliland entre 2005 et 2017.
Il était candidat à l'élection présidentielle de 2017. le 13 novembre 2017, Le résultat a été une victoire du candidat du parti au pouvoir Kulmiye, Muse Bihi Abdi, qui a reçu 55 % des voix. Muse Bihi Abdi a battu ainsi Abdirahman Mohammed Abdullahi.
Soutenu par le parti Waddani, Irro est élu, lors de l'élection présidentielle du 19 novembre 2024, président avec 63,92 % des suffrages devant le président sortant, Muse Bihi Abdi,,. Il prête serment le 12 décembre 2024 et devient le sixième président de la république du Somaliland.